# BOW AND ARROW
「BOW AND ARROW」（ボウ アンド アロー）は、日本のシンガーソングライター・米津玄師の楽曲。配信限定シングルとしてSony Music Labelsより2025年1月27日に各音楽配信サービスにてリリースされた。

## 制作と背景
「BOW AND ARROW」はフィギュアスケートを題材にしたテレビアニメ番組『メダリスト』のオープニング主題歌として書き下ろされた。米津がテレビアニメの主題歌を担当するのは「KICK BACK」以来約2年3ヶ月ぶりとなった。
同曲はつるまいかだによる同名漫画原作ファンであった米津自らの打診で制作された。

同曲を作ることになったきっかけや、原作漫画に対する思いを米津は次のようにコメントしている。
わたしはひとえに原作のファンです。アニメ化するという情報を見かけ、できることなら曲を作らせて頂けないだろうか、と打診したことがBOW AND ARROWを作るに至るきっかけとなりました。とにかく素晴らしい漫画なので全人類読んでください。アニメもただの視聴者として楽しみです。曲もよろしくお願いします。
このコメントの一部である「とにかく素晴らしい漫画なので全人類読んでください。」は、のちに『メダリスト』漫画単行本の2025年4月時点での既刊全巻の重版において帯に採用された。
一方で、つるまいかだは米須玄師がハチと名乗っていた時代のボーカロイド曲「Persona Alice」を聞いて以来のファンであり、ハチの曲を聴くことが「自分の不安定なアイデンティティを形作るひとつの要素」だったこともあり、自作の漫画が原作であるアニメの主題歌を米津が歌ってくれることは「現実の出来事だと信じられない」ほど光栄に思ったことを語っている。

## リリースとプロモーション
12月6日、テレビアニメ『メダリスト』のオープニング主題歌として新曲「BOW AND ARROW」が書き下ろされたことが発表された。
1月11日、本楽曲のワンコーラスを使用した『メダリスト』ノンクレジットオープニング映像がYouTubeにて公開。同時に、米津の新アーティスト写真も公開された。
1月23日、本楽曲のリリース日発表とともに、米津自身が手がけたジャケットアートワークが公開された。ジャケットには、『メダリスト』の主人公である結束いのりが描かれている。
1月27日、本楽曲が配信リリース。
3月5日、林響太朗が監督を務め、羽生結弦が出演した本楽曲のミュージックビデオが公開された。同監督が米津玄師のミュージックビデオの監督を務めたのは「RED OUT」以来。YouTubeチャンネルでのビデオ公開から1日足らずで再生回数が250万回を超え、コメントも1万件を超え、YouTube急上昇1位や世界のMVデイリーランキングの6位にランクインし、同日夜に米津が自身のXでも同ビデオのショートバージョンを投稿すると、やはり1日足らずで投稿表示回数は約2,500万回に達した。
3月13日、ミュージックビデオの羽生結弦ショートプログラムバージョンが公開。また、その直後には米津と羽生の対談動画も公開された。対談動画は公開から30分足らずで同時視聴者が5万人近くに達するほど話題を呼んだ。
4月30日、両A面CDシングル「Plazma / BOW AND ARROW」が6月11日に発売されることが発表された。CDはハロ盤、インストーラーデバイス盤、通常盤2種の全4形態でリリースされる。
6月9日、YouTubeにて「BOW AND ARROW」のライブ映像が公開された。これは同年開催のツアー「米津玄師 2025 TOUR / JUNK」東京ドーム公演にて撮影されたものとなっている。

## 曲
曲名は、ワンコーラスの一番を作曲するまでは存在せず、「押し出す者」と「押し出される者」の関係性の象徴的なものとして書かれたサビの最後の歌詞「手を放す」から連想していき、戦闘機のカタパルトや、ハンマー投げなども考えたが、最終的に日本語で弓と矢の意味である「BOW AND ARROW」に辿り着き、「庇護する者とされる者」を重ね合わせている。弓と矢は、『メダリスト』の登場人物、コーチの明浦路司と主人公であるスケートに憧れる少女の結束いのりの関係を表現している。
米津玄師自身が「ごちゃごちゃと音を積んで、どれだけ情報量を多くできるかみたいな曲」、そして子供達の目線で突き進んで行く『ピースサイン』に対するアンサーソングではないが、その延長線上にあるものと表現した同曲は、今度は庇護者の視点から描かれている。力強いサウンド面に関しては、「自身の音楽制作の原体験への立ち返りを意識し」、ボカロP時代同様米津自身が全部自分でDTMに打ち込んで制作した。比喩的な表現が多い歌詞面では、おおむね「e」の母音で執拗なまでに韻を踏みながら曲を進行することで「弓を構えて引くような緊張状態」を作りあげ、「重要な一節を浮かび上がらせ」たい部分ではその韻を意図的に外すことによって焦点をあて聴者の注意を引きつけると同時に「解放」、つまり矢が引き放たれる状態を表現する手法が取られた。前半1分半には「時計の針の音に似たビート音」が入っており、この長さはアニメ尺と一致するほか、ルールによって演技時間が厳しく定められているフィギュアスケートへの敬意を示したものと考えられた。
テレビアニメのオープニングで使用されている音源と、リリースされた音源はアレンジが異なっている。これはアニメ尺とフル尺の制作工程において間隔が空いたため、時間が経ったことで米津のやりたい方向に変化が生じたことから、最初からやり直したことに起因する。

## ミュージックビデオ
ミュージックビデオは、氷上で舞う羽生結弦と歌う米津玄師の映像で構成された通常のものと、羽生のパフォーマンスを中心としたショートプログラムバージョンの2種類が公開されている。羽生結弦の初めてのミュージックビデオ出演は、米津玄師側からの「ダメ元」のオファーにより実現した。米津がハチを名乗っていた時代からファンだったと明かした羽生はオファーが来た時は大変多忙だったが、曲のタイトルと自身の名前との間に共通点を感じ、そして実際に楽曲を聞いて「やるしかないか」とオファーを受けた。
米津は自身が「フィギュアスケートはほとんど門外漢」であると語っているが、「BOW AND ARROW」の約2分50秒という演奏時間は国際スケート連盟が定めるショートプログラム競技の最短2分30秒～最長2分50秒という現行規定の演技時間に近似しており、羽生は運命的なことを感じたと、ショートプログラムバージョンにおいて同プログラムでの実戦競技ルールに沿って、必要とされる7つの技術要素を含む内容を自身で振り付けをし滑走を行った。4回転ルッツ、4回転サルコウから3回転トウループのコンビネーションジャンプなどの高難度な技のほか、フライングシットスピンからのブロークンレッグやステップシークエンスなど漫画・アニメにおいて物語のキーとなる結束いのりにとって重要な技術要素、トリプルアクセル、ハイドロブレーディング、ビールマンスピン、シットツイズルなど、羽生のスケート選手個人の代名詞ともいえる得意技を含む内容となっている。ビデオは羽生が好んで良く使う蒼い色調で撮影された。
本作のミュージックビデオで監督を務めた林響太朗は、これまでにも「TEENAGE RIOT」「M八七」「RED OUT」の3曲で監督を務めている。
両バージョンのミュージックビデオは、CDシングル「Plazma / BOW AND ARROW」のインストーラーデバイス盤付属DVDに収録された。

## チャート成績
「BOW AND ARROW」は1月27日に配信され、各種配信サイトのデイリーチャート等で1位を獲得し、17冠を記録。
2月19日発表のBillboard Japan Download Songs及びオリコンデジタルシングル（単曲）ランキングでは同曲が2位、「Plazma」が1位にランクインし、自身では2021年以来のトップ2独占となった。
同年7月23日発表のBillboard Japan Streaming Songsにて、本楽曲の累計再生回数が1億を突破したことが報じられた。

## 収録内容
| #         | タイトル          | 作詞・作曲 | 編曲      | 時間 |
| --------- | ----------------- | ---------- | --------- | ---- |
| 1.        | 「BOW AND ARROW」 | 米津玄師   | 米津玄師  | 2:55 |
| 合計時間: | 合計時間:         | 合計時間:  | 合計時間: | 2:55 |

## タイアップ
- アニメ『メダリスト』オープニング主題歌[2]